# Hans-Joachim Kanold
Hans-Joachim Kanold (* 29. Juli 1914 in Breslau; † 19. November 2012) war ein deutscher Mathematiker und Hochschullehrer.

## Leben
Hans-Joachim Kanold studierte Mathematik. 1941 wurde er an der Universität Breslau bei Georg Feigl zum Dr. rer. nat. promoviert. An der Justus-Liebig-Universität Gießen habilitierte er sich 1950 und wurde zum Privatdozenten und 1954 zum außerplanmäßigen Professor ernannt. 1955 wechselte er als solcher an die Technische Hochschule Braunschweig, wo er 1959 zum außerordentlichen Professor, 1960 zum persönlichen ordentlichen Professor und 1967 zum ordentlichen Professor ernannt wurde. 1980 wurde er emeritiert.
Kanold befasste sich insbesondere mit Zahlentheorie, zum Beispiel über Vollkommene und Befreundete Zahlen. Insgesamt verfasste er rund 70 wissenschaftliche Publikationen. Seit 1971 war er Mitglied der Braunschweigischen Wissenschaftlichen Gesellschaft, in den Jahren 1986 bis 1988 als deren Generalsekretär. 1986 wurde er ehrenhalber Mitglied des Corps Teutonia-Hercynia Braunschweig.

## Schriften
- Untersuchungen über ungerade, vollkommene Zahlen. In: Journal für Reine und Angewandte Mathematik. Nummer 183, 1941, S. 98–109, doi:10.1515/crll.1941.183.98, (Dissertation).
- Sätze über Kreisteilungspolynome und ihre Anwendung auf einige zahlentheoretische Probleme. 2 Teile. In: Journal für Reine und Angewandte Mathematik. Nummer 187, 1950, S. 169–182, doi:10.1515/crll.1950.187.169; Nummer 188, 1950, S. 129–146, doi:10.1515/crll.1950.188.129.
- Über befreundete Zahlen. 2 Teile. In: Mathematische Nachrichten. Band 9, Nummer 4, 1953, S. 243–248, doi:10.1002/mana.19530090408; Band 10, Nummer 1/2. 1953, S. 99–111, doi:10.1002/mana.19530100108.
- Über die Dichten der Mengen der vollkommenen und der befreundeten Zahlen. In: Mathematische Zeitschrift. Band 61, 1954, S. 180–185, doi:10.1007/BF01181341.
- Über befreundete und vollkommene Zahlen. In: Nachrichten der Giessener Hochschulgesellschaft. Band 24, 1955, S. 122–130.
- Über eine zahlentheoretische Funktion von E. Jacobsthal. In: Abhandlungen der Braunschweigischen Wissenschaftlichen Gesellschaft. Band 25, 1975, S. 7–10, doi:10.24355/dbbs.084-201306110918-0.
- Stirlingsche Zahlen 2. Art. In: Jahrbuch 2000 der Braunschweigischen Wissenschaftlichen Gesellschaft. S. 65–67, doi:10.24355/dbbs.084-201302041537-0.